# 4700 Carusi
A 4700 Carusi (ideiglenes jelöléssel 1986 VV6) a Naprendszer kisbolygóövében található aszteroida. Edward L. G. Bowell fedezte fel 1986. november 6-án.